# Andrena colletiformis
Andrena colletiformis is een vliesvleugelig insect uit de familie Andrenidae. De wetenschappelijke naam van de soort is voor het eerst geldig gepubliceerd in 1874 door Morawitz.